# Santiago Mingo
Santiago Ramos Mingo (Tucumán, nascido em 6 de fevereiro de 2001) é um futebolista argentino que atua como zagueiro no Bahia.

## Carreira
Antes da segunda metade da temporada 2019–20, Ramos Mingo deixou o Boca Juniors e assinou com o FC Barcelona, onde integrou o elenco do Barcelona B.
Em 2022, transferiu-se para o Oud-Heverlee Leuven, da Bélgica, mas não chegou a atuar pela equipe principal, tendo disputado 18 partidas e marcado três gols pela equipe sub-23, que atuava na terceira divisão nacional.
Em 2023, foi emprestado ao Defensa y Justicia, da Argentina, onde atuou regularmente durante a temporada. Em 2024, foi contratado em definitivo pelo clube.
Em janeiro de 2025, Ramos Mingo foi anunciado como novo reforço do Esporte Clube Bahia, assinando contrato até o fim de 2029. A transferência foi concretizada por 4,5 milhões de dólares (cerca de R$ 27,4 milhões), valor que o tornou a contratação mais cara para a posição de zagueiro na história do clube baiano.

## Títulos
Barcelona
- Copa do Rei: 2020–21[9]

Bahia
- Campeonato Baiano: 2025[9]